# Stormy Peters

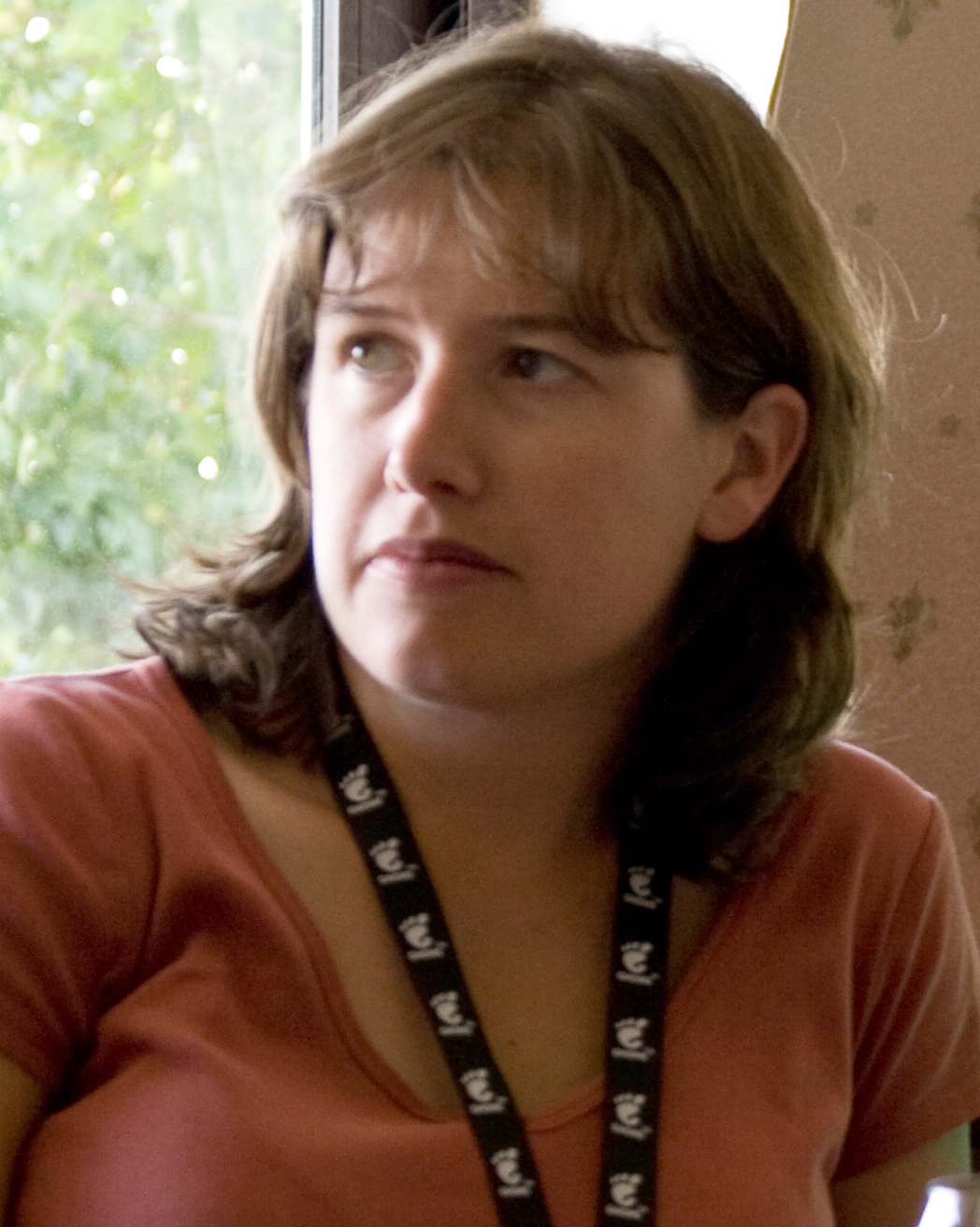
Stormy Peters, GUADEC 2008

Robyn „Stormy“ Peters  (* 20. Jahrhundert) ist eine US-amerikanische Informatikerin. Sie ist eine prominente Verfechterin von freier und Open-Source-Software.

## Leben und Werk
Peters studierte von 1992 bis 1996 Informatik an der Rice University, wo sie einen Bachelor of Arts erwarb. Sie arbeitete ab 1995 als Software-Entwicklerin für Unix bei Hewlett-Packard (HP) und ab 2000 als Open Source Program Office Manager bei HP. Anschließend war sie bei OpenLogic beschäftigt, wo sie die OpenLogic Expert Community gründete und leitete. Als eines der Gründungsmitglieder im Jahr 2000 stellte die Gnome Foundation Peters 2008 als Direktorin der Organisation ein, wo sie bis 2012 arbeitete und deren OpenLogic Expert Community aufbaute.
Als Director of Mozilla Developer Network (MDN) war sie bei Mozilla Foundation von 2010 bis 2015 und zeitgleich von 2011 bis 2016 als Direktorin im Board of Directors bei Software Freedom Conservancy und von 2015 bis 2016 als Vice President of Developer Relations in der Cloud Foundry Foundation tätig. Anschließend arbeitete sie als Senior Manager des Community Leads-Team bei dem Softwarehersteller Red Hat. Peters arbeitete von 2015 bis 2016 als Co-Vorsitzende des Open Source Track bei der Grace Hopper Celebration of Women in Computing und war 2008 Gründerin und Vizepräsidentin von Kids on Computers. Sie ist seit 2015 auch Mitglied im Auswahlkomitee von Mozilla Open Source Support (MOSS).
2019 wurde sie Direktorin des Open Source Programs Office bei Microsoft. Seit 2020 ist sie im Rice Engineer Alumni Board of Directors tätig. 2021 wurde sie bei GitHub Head of Communities und leitet die Teams, die für die Open-Source-Communities auf GitHub verantwortlich sind, einschließlich der Community-Produktbemühungen von GitHub, der Beziehungen zu Entwicklern, der Bildung und anderer strategischer Programme. 
Sie setzt sich für Open-Source-Software ein und klärt Unternehmen und Gemeinschaften darüber auf, wie Open-Source-Software die Softwarebranche verändert.